# Corante laser

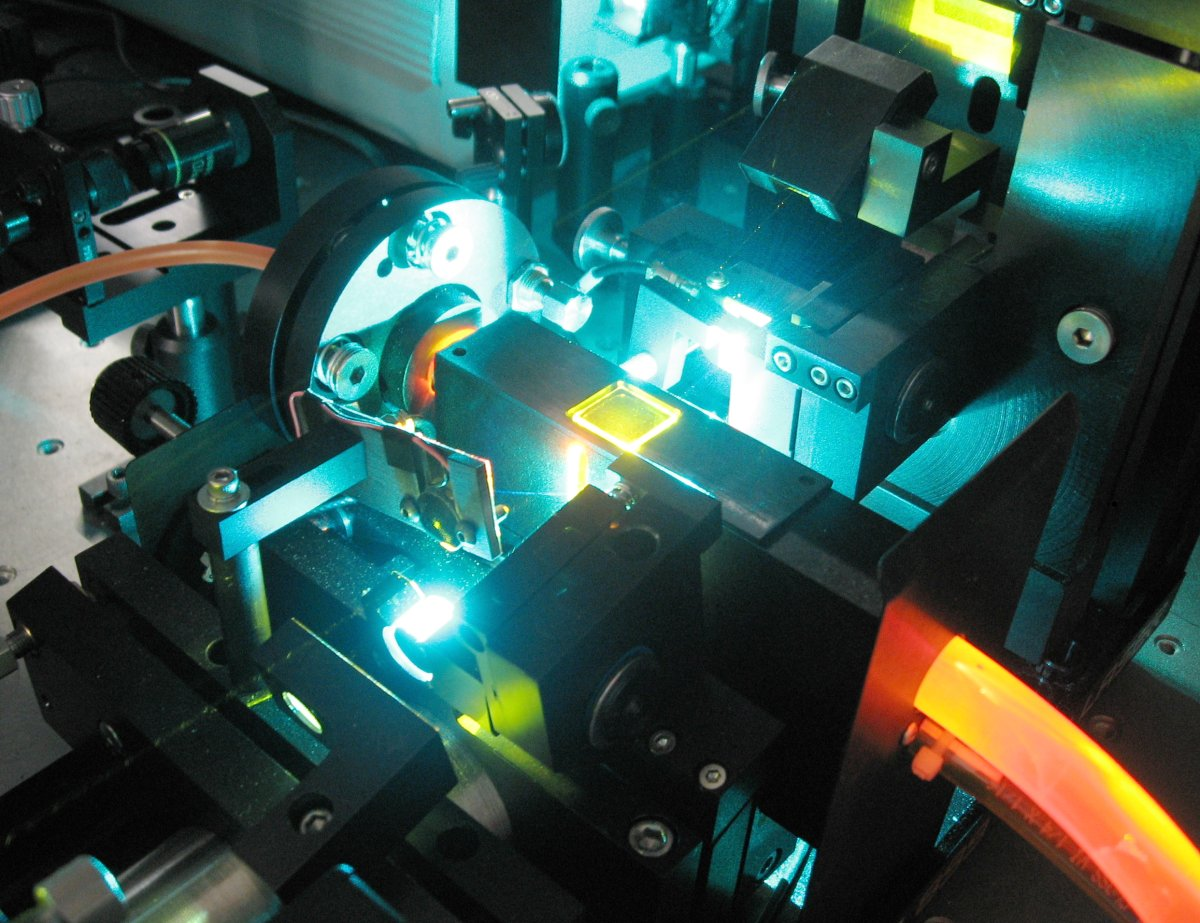
Close-up de um laser de topo de mesa baseado em rodamina 6G, emitindo em 580 nm (amarelo-alaranjado). O feixe de laser emitido é visível como linhas amarelas fracas. A solução laranja do corante entra a esquerda, e é bombeada por um feixe de 514 nm (azul-esverdeado) de um laser de argônio. O jato de corante está no centro da imagem, atrás da janela amarela.

Um corante laser é uma substância química corante que é capaz de produzir por excitação laser, logo, um laser de corante. É o único tipo de laser em que o meio ativo é líquido. Geralmente é excitado por outros lasers ou lâmpadas tipo flash, podendo alguns trabalhar no modo contínuo (cw), mas a maioria trabalha no modo pulsado.
O corante rodamina 6G, por examplo, pode ser ajustado a partir de 635 nm (vermelho alaranjado) a 560 nm (amarelo esverdeado), e produz pulsos tão curtos como 16 femtossegundos.

## Substâncias usadas
Alguns dos corantes usados são rodamina 6G, fluoresceína, cumarina, estilbeno, umbeliferona, tetraceno, verde malaquita. Nas versões caseiras, além dos corantes mencionados eles também funcionam com corantes de alguns marcadores fluorescentes e até alguns tipos de branqueadores óticos usados na lavagem de roupas.